# Aliyu Babba
Aliyu Babba ibn Muhammad Bello, auch Ali (Babba) ibn Bello (* 1808; † 21. Oktober 1859), war der vierte Sultan von Sokoto in Nigeria. Der Sohn des Muhammad Bello und Enkel des Staatsgründers Usman dan Fodio beanspruchte den Titel Amir al-mu'minin und regierte von 1842 bis 1859. Er folgte dabei auf seinen Bruder Abu-Bakr Atiku I., ihm wiederum folgte Ahmad Atiku auf den Thron.
Unter seine Regierungszeit fallen zwanzig Feldzüge zur Ausdehnung der Grenzen des Kalifats, etwa gegen Gobir. Zudem verteidigte er Sokoto erfolgreich gegen Aufstände von Kebbi, Dendi und Zamfara. Heinrich Barth, mit dem Ali 1853 einen Vertrag schloss, der britischen Händlern Operationen in Sokoto erlaubte, beschrieb Ali als Fürsten, dessen gesamtes Streben der Anhäufung von Reichtümern galt.
Zum Zeitpunkt seines Todes war das Sokoto-Reich voll etabliert und die militärische Expansion so gut wie abgeschlossen.